# 1924년 이민법
1924년 이민법 (Immigration Act of 1924) 또는 존슨-리드 법 (Johnson-Reed Act)은 1924년 7월 1일에 시행된 미국의 이민에 관한 법률이다. 1921년 이민 제한법의 3% 쿼터를 더 낮춰, 1890년 인구 조사를 기준으로 미국 이민자들을 2% 이내로 제한하는 법이었다.
이 법은 국가에서 이민자의 상한을, 1890년 인구 조사 때 미국에 살던 각국 출신의 2% 이하로 제한하는 것으로, 1890년 이후 대규모 이민이 시작된 동유럽 출신, 남부 유럽 출신, 아시아 출신을 엄격히 제한하는 것을 목적으로 하고 있었다. 특히 아시아 출신에 대해서는 전면적으로 이민을 금지하는 조항이 마련되었고, 당시 아시아에서 이민자의 대다수를 차지하고 있던 일본인이 배제되는 것이며, 미국 정부에 일본계 이민자의 배척을 하지 않도록 요청했던 일본 정부에 충격을 주었다.

## 개요
이 법의 내용을 간단히 말하면, 미국에 이주를 희망하는 각국의 이주 희망자에 대해 국가별 인원수 제한을 결정 내용이었지만, 일본인에 관해서는 입국이 전면적으로 불가능하게 되는 규정을 가지고 있었다.
미국에서 아시아계 이민자의 유입은 1848년 골드 러시로 시작되었다. 많은 중국계 육체노동자가 캘리포니아 주를 중심으로 광산과 철도 건설에 종사했다. 아일랜드계 이민자를 비롯한 백인 빈곤 노동자의 대립, 항쟁은 1870년대에 이미 기록이 있다.
한편 1870년 제정된 미합중국 〈이민귀화법〉(Naturalization Act of 1870)은 ‘자유로운 백인과 아프리카인과 그 후손들인 외국인’이 귀화가 가능하다고 천명했다. 여기서 말하는 ‘자유로운 백인(free white)’이 가리키는 것은 처음에는 분명 아니었지만, 판례의 축적 등으로 그것은 ‘코카서스 인종(Caucasian)’이라고 했다.
중국계 관해서는 1875년의 〈페이지 법〉(Page Act of 1875)에서 이미 제한이 이루어지고 있었지만, 1882년의 이른바 〈중국인 배척법〉(Chinese Exclusion Act)에서 명시적으로 이민을 금지시키게 되었다. 당초 10년간의 임시 조치였지만 이후에 연장되었다.
일본인의 경우 하와이 이민은 메이지 시대 초부터 존재하고 있었고, 이후 미국 대륙 본토에 이민도 활발해졌다. 일본에서 직접 여행하는 경우도 있었지만, 많은 사람들이 입국이 쉽고 또 일본계 커뮤니티가 이미 존재하고 있었던 하와이 제도(혹은 캐나다, 멕시코)를 기반으로 하와이 합병 등의 기회를 틈타 서해안 각 도시에 여행했던 것으로 보인다. 이민을 오게 된 일본계 사람들은 근면하고 끈기 있게 일을 해내 어느 정도의 성공을 거두는 사람도 나타났다. 그러나 그들은 일반적으로 “일본계만으로 폐쇄적 커뮤니티를 형성하고 지역 사회에 녹아들지 못한다.”, “벌어들인 돈은 일본의 가족에게 송금해 버린다.”라고 미국 사람에게 비춰졌다. 또한 현실적으로도 미국 시민권 취득에 열성을 보이지 않은 사람이 많았고, 미국에 충성 맹세 않는 등 배척을 받을 이유는 많았다.
연방 수준 이하에서 배척 행위가 노골적으로 나타난 것이 1906년, 샌프란시스코의 일본인 학생 고립 사건이었다. 같은 해의 대지진으로 많은 건물이 손상되어, 학교가 과밀화되자 그것을 구실로 시 당국은 공립학교에 다니는 일본인 학생(100여명 정도)에게 동양인 학교로 전학을 주문하였다. 이 고립 명령은 시어도어 루스벨트 대통령의 이례적으로 간섭으로, 1907년 철회되었지만, 그 교환 조건으로 하와이를 통해 미국 본토의 이민이 금지되기에 이르렀다.

## 같이 보기
- 미국 이민의 역사
- 북유럽주의
- 인종적 차별 철폐 제안
- 미국의 인종차별
- 백호주의